# Babanka
Babanka (ukr. Бабанка) – osiedle typu miejskiego na Ukrainie, w obwodzie czerkaskim, w rejonie humańskim, siedziba hromady. W 2022 liczyło 2137 mieszkańców, spośród których 2132 wskazało jako ojczysty język ukraiński, 5 rosyjski.